# Тодор Попадамов
Тодор Николов Попадамов с псевдоними Кирил Христов и Страхил (изписване до 1945 година: Тодоръ попъ Адамовъ) е български революционер и просветен деец от Македония, деец на Вътрешната македоно-одринска революционна организация.

## Биография
Тодор Попадамов е роден през 1883 година в град Прилеп, тогава в Османската империя, днес в Северна Македония. Завършва българското педагогическо училище в Скопие. Учителства в село Негован, в Прилеп и на други места.
През 1903 година от Скопие се установява в Солун, където са му поверени две групи на ВМОРО. Поддържа връзка със солунските атентатори Милан Арсов и Владимир Пингов, а с останалите се познава, но не комуникира, защото те се пазят. В дните на атентатите Гоце Делчев е в Солун и отседва в неговата квартира, която се намира срещу българската гимназия. Благодарение на факта, че домакинът на къщата, в която е на квартира, е грък, властите не забелязват Попадамов, за да го арестуват за атентатите. Въпреки това той и други хора от ВМОРО, с които е настанен в тази къща, се готвят да окажат съпротива или да избягат, ако се направи опит за арестуването им. В квартирата имат пушки, пистолети, раници, архиви, които укриват. По нареждане на пълномощника на ЦК на ВМОРО Киро Куситасев облеклата са предадени на българската девическа гимназия. Голяма част от архива е изгорен по нареждане на ЦК. Дълго време не излиза от квартирата, но по нареждане на пълномощника на ЦК Милан Куситасев отива в полицията, откъдето успешно се сдобива с тескере за да замине за Битоля. Преди да замине, среща се с Владимир Куситасев и Борис Мончев, които му нареждат да предаде на членовете на битолския окръжен комитет или на конгреса, че поради стеклите се обстоятелства, въстанието трябва да се отложи.
В Битоля се среща с Георги Пешков, член на окръжния комитет, след което продължава за Прилеп. Готви се да замине в чета в навечерието на въстанието. Междувременно полицията в Солун открива скритите пушки в къщата, в която е отседнал, и започва да го издирва, след което заминава в четата на Петър Ацев, но след известно време преди въстанието се връща в града. По време на Илинденско-Преображенското въстание в Прилеп няма големи действия, тъй като прилепчани не са достатъчно въоръжени.
От 1905 година е член на Прилепския околийски революционен комитет. Участва в редакцията на революционния вестник „Шило“. По време на обезоръжителната акция на младотурците в 1911 година е арестуван и изтезаван. Участва в Балканската война като доброволец в Македоно-одринското опълчение. Към 1926 година е ръковидител на Разузнавателната организация на ВМРО за Прилепска околия.

Установява се в България и сътрудничи на списание „Илюстрация Илинден“. В статията си „Прилеп в революционните борби“ пише: 
| „ | Хиляди са жертвите, които даде Македония за свободата си. Скъпи и свидни жертви паднаха пред олтара на отечеството. Македонският българин не направи нищо повече от това, което преди него направиха други. И той тръгна по пътя на историята, която учи поробените народи на безспирни борби и стигна до Илинден и нататък. Борбите на македонския българин за свободата му са гордост не само за него. Те са проява на здравия български дух и воля и на желанието му да живее свободно. Те са следователно гордост и за целия български народ. Във всеки кът на Македония се намират гробове на наши народни светци. Дълбок поклон пред светлата памет на тези, които проляха кръвта си за свободата на соята родина Македония. | “ |

В 1941 година е председател на Прилепското братство. Умира в 1960 година в София. Оставя спомени.